# Zamarada flexura
Zamarada flexura là một loài bướm đêm trong họ Geometridae.